# Fermi (cognome)
Fermi è un cognome di lingua italiana.

## Varianti
Fermani, Fermini, Fermo, Firmani, Firmi, Firmini.

## Origine e diffusione
Il cognome è tipicamente marchigiano.
Potrebbe derivare dal toponimo Fermo o dal prenome Fermo, dal latino firmus, "sicuro" e, in epoca medioevale, "fermo". È affine al cognome Stabile.

## Persone
- Claudio Fermi – insegnante e studioso della medicina italiano
- Enrico Fermi – fisico italiano
- Gianni Fermi – calciatore italiano